# John Stockwood
Pour les articles homonymes, voir Stockwood.
John Stockwood (mort en 1610) est un pasteur anglais, prédicateur, traducteur de textes protestants et maître d'école.

## Biographie
Il est originaire du Kent et pensionné du St John's College de Cambridge, lorsque la reine Elizabeth visite l'université en août 1564. Il s'inscrit le 4 octobre de la même année et est admis comme érudit à la fondation Lady Margaret le 10 novembre suivant. Il obtient un BA à l'université de Heidelberg en 1567 et est incorporé dans ce diplôme à Oxford le 19 mai 1575; lorsqu'il déclare qu'il est sur le point d'ouvrir un « Indus literarius » à Cambridge. Il est admis MA à Oxford le 9 juillet 1575 et est incorporé dans ce diplôme à Cambridge en 1579.
En 1571 il se présente comme ministre de Battle, Sussex. Il est nommé directeur de la Tonbridge School, Kent, par la Skinners' Company of London, poste qu'il occupe de 1578 à 1588. On suppose que Robert Heath est l'un de ses élèves.
Il est un prédicateur célèbre et persuasif, et obtient le presbytère de Tonbridge. Il fait partie d'un des groupes sélectionnés de puritains (avec Laurence Chaderton, George Gifford, Laurence Humphrey, John Knewstub, Thomas Sampson et Henry Smith) qui ont prêché à St Paul's Cross,. Son style est très simple, en commun avec Bartimaeus Andrewes, Chaderton, Gifford, Stephen Egerton, William Fulke, William Perkins et Hugh Roberts. Il a de fortes opinions sabbatariennes, est l'un des critiques puritains du théâtre, et s'oppose particulièrement à la danse semi-nue. Il estime également que l'école accorde trop d'attention aux auteurs classiques.
À une époque, il est dans une grande pauvreté. Les archives de la corporation de Gravesend montrent que le 30 août 1594, il reçoit une contribution de quarante shillings sur le stock de la chambre de cette ville, demandée par Sir Robert Sidney. Il cesse d'être maître de l'école de Tonbridge en 1597, lorsque son manuel Progymnasma Scholasticum est publié. Dans la dédicace de cet ouvrage à Robert Devereux (2e comte d'Essex), il reconnaît sa amabilité à soulager sa pauvreté et à le protéger de ses ennemis. On pense qu'il a conservé le presbytère de Tonbridge jusqu'à sa mort. Il y est inhumé le 27 juillet 1610. Jonathan Stockwood du St. John's College, Cambridge (BA 1606, MA 1609), est peut-être son fils.

## Œuvres
Ses principales œuvres, principalement des traductions d'ouvrages de dévotion de réformateurs continentaux, sont:
- Common Places of Christian Religion, Londres, 1572, 1581 ; traduit du latin d'Henri Bullinger, et dédié à Henri, comte de Huntingdon.
- Le Trésor de la Vérité. . . newlie tourné en anglais, Londres [1576]; du latin de Théodore Bèze ; une autre édition 1581.
- Une courte . . . Traité de la peste , Londres, 1580 ; traduit du latin de Théodore de Bèze, et dédié à Sir Henry Sidney.
- Un court catéchisme pour House Houlders. Avec des prières au même adjoyning [par Edward Dering, BD]. . . Rassemblé par JS , Londres, 1582 et 1583.
- De la duetie d'un magistrat fidèle et sage, dans la préservation et la délivrance de la richesse commune de l'infection à l'époque de la peste ou de la peste, Londres, 1583 ; traduit du latin (1582) de Johann Ewich.
- Un discours très utile et nécessaire concernant l'observation et l'observation du jour du sabbat, Londres, 1584 ; traduit du latin de Zacharias Ursinus.
- Un sermon très pieux et profitable sur la nécessité, les propriétés et la fonction d'un bon magistrat (1584).
- Un juste pieux. . . discours sur le livre d'Ester, Londres, 1584 ; du latin de Jean Brentius ; dédié à Sir Francis Walsingham.
- Un pieux et savant Commentaire sur l'excellent livre de Salomon, communément appelé Ecclésiaste, ou le Prédicateur, Londres, 1585; traduit du latin de Jean de Serres.
- Une exposition du Psaume 51, par Wolfh. Musculus, traduit , Londres, 1586 ; de Wolfgang Musculus.
- Un carénage Bartholomew pour les parents, à accorder à leurs fils et filles, et pour un ami à donner à un autre ; montrant que les enfants ne doivent pas se marier sans le consentement de leurs parents, Londres, 1589.
- Une présentation claire et facile du sens et de la compréhension des règles de construction dans l'Accidence anglaise, désignée par authentique pour être enseignée dans toutes les écoles des dominions de ses maiesties, pour le grand vse et le bénéfice des jeunes débutants, Londres, 1590 ; 1703.
- Un commentaire fructueux sur les douze petits prophètes, Cambridge, 1594; traduit du latin de Lambert Danaeus, et dédié au comte et à la comtesse de Huntingdon.
- Progymnasma Scholasticum. Hoc est, Epigrammatum Graecorum ex Anthologia selectorum ab He. Stephano duplicique ejusdem interpretatione explicatorum Praxis Grammatica , Londres, 1597 ; dédié à Robert Devereux, comte d'Essex.
- Disputatiuncularum grammaticalium libellus, ad puerorum in scholis triuialibus exacuenda ingenia excogitatus, Londres, 1598; 4e édition ; encore 1650.
- The Treatise of the Figures at the End of the Rules of Construction in the Latin Grammar[9]